# Teilerwertung
Der Begriff Teilerwertung stammt aus dem Schießsport und ist eine spezielle Wertungsart der Schießscheibe.
Dabei wird der Teiler des besten Schusses gewertet. Der Teiler gibt den Abstand des Schusses in hundertstel Millimetern von der Mitte der beschossenen Scheibe an. Dieser Wert wird in der Regel maschinell mit einer sogenannten Auswertemaschine (ein Scanner mit einer speziellen Software) oder mittels einer elektronischen Scheibenanlage ermittelt. Der ideale Schuss wird dabei als Nullteiler bezeichnet.
Wird kein Nullteiler, sondern ein anderer Wert als zu erreichender Wert angegeben, haben bei dieser Variante auch schlechtere Schützen gute Chancen, sich durch einen Glückstreffer gegenüber besseren Schützen zu behaupten. Daher wird die Teilerwertung weniger für sportliche Wettkämpfe als für Glücksschießen (z. B. beim Königschießen) oder Preisschießen verwendet. 